# Остин Пауэрс: Шпион, который меня соблазнил
«О́стин Па́уэрс: Шпио́н, кото́рый меня́ соблазни́л» (англ. Austin Powers: The Spy Who Shagged Me) — американский шпионский комедийный фильм 1999 года режиссёра Джея Роуча. Это вторая часть в серии фильмов Остина Пауэрса. Название представляет собой отсылку к названию фильма «Шпион, который меня любил».

## Сюжет
Мечтающий о мировом господстве Доктор Зло отправляется назад в свингующие 1960-е, чтобы похитить «моджо» плейбоя и суперагента Остина Пауэрса — сексуальную энергию, гарантирующую ему успех у женщин. Остин бросается в погоню за своим врагом, чтобы вместе с соблазнительной помощницей Фелицией Трахвелл спасти мир, вернуть свою сексуальность.

## В ролях
- Майк Майерс — Остин Пауэрс, Доктор Зло, Жирный Ублюдок
- Хизер Грэм — Фелиция Трахвелл
- Майкл Йорк — Базил Разоблачитель
- Роберт Вагнер — Номер Два
- Сет Грин — Скотт Зло, сын Доктора Зло
- Минди Стерлинг — Фрау Фарбиссина
- Роб Лоу — юный Номер Два
- Верн Тройер — Мини-Мы
- Элизабет Хёрли — Ванесса Кенсингтон
- Тим Роббинс — Президент
- Вуди Харрельсон — камео
- Кристен Джонстон — фотомодель Иванна Платинова
- Джерри Спрингер — камео
- Ребекка Ромейн — камео
- Дэвид Кокнер — помощник пилота
- Майк Хагерти
- Джия Каридес — злодейская приспешница Робин Глоталло
- Тим Бэгли — дружелюбный отец

## Награды
| Премия                                   | Категория                                                                  | Получатель(и) и номинант(ы)                                                   | Результат |
| ---------------------------------------- | -------------------------------------------------------------------------- | ----------------------------------------------------------------------------- | --------- |
| Оскар                                    | Лучший грим                                                                | Мишель Бёрк, Майк Смитсон                                                     | Номинация |
| American Comedy Awards                   | Самый смешной актёр в кинофильме в главной роли                            | Майк Майерс                                                                   | Победа    |
| Blockbuster Entertainment Awards         | Любимая актриса — Комедия                                                  | Хизер Грэм                                                                    | Победа    |
| Blockbuster Entertainment Awards         | Любимый саундтрек                                                          | Шпион, который меня соблазнил                                                 | Победа    |
| Blockbuster Entertainment Awards         | Любимый злодей                                                             | Майк Майерс                                                                   | Победа    |
| Blockbuster Entertainment Awards         | Любимый актёр — Комедия                                                    | Майк Майерс                                                                   | Номинация |
| Blockbuster Entertainment Awards         | Любимый актёр второго плана — Комедия                                      | Верн Тройер                                                                   | Номинация |
| Blockbuster Entertainment Awards         | Любимая актриса второго плана — Комедия                                    | Минди Стерлинг                                                                | Номинация |
| BMI Awards                               | BMI Film Music Award                                                       | Джордж С. Клинтон                                                             | Победа    |
| Brit Awards                              | Лучший саундтрек                                                           | Шпион, который меня соблазнил                                                 | Победа    |
| Canadian Comedy Awards                   | Мужское исполнение в фильме                                                | Майк Майерс                                                                   | Победа    |
| Canadian Comedy Awards                   | Оригинальный сценарий для фильма                                           | Майк Майерс                                                                   | Победа    |
| Премия Гильдии художников по костюмам    | Превосходство в дизайне костюма для фильма — Период/Фэнтези                | Дина Аппель                                                                   | Номинация |
| Золотой глобус                           | Лучшая песня                                                               | Мадонна, Уильям Орбит (за «Beautiful Stranger»)                               | Номинация |
| Золотой трейлер                          | Лучший комедийный трейлер                                                  | Сюзанн Тодд, Дженнифер Тодд, Деми Мур, Эрик МакЛеод, Джон Лайонс, Майк Майерс | Победа    |
| Золотой трейлер                          | Лучшее шоу                                                                 | Сюзанн Тодд, Дженнифер Тодд, Деми Мур, Эрик МакЛеод, Джон Лайонс, Майк Майерс | Номинация |
| Грэмми                                   | Лучшая песня, написанная для кино, телевидения или других визуальных медиа | Мадонна, Уильям Орбит (за «Beautiful Stranger»)                               | Победа    |
| Грэмми                                   | Лучший альбом саундтрек                                                    | Шпион, который меня соблазнил                                                 | Номинация |
| Премия Гильдии визажистов и парикмахеров | Лучший период укладки волос                                                | Кенди Л. Уокен, Джери Бейкер, Дженнифер Бауэр О’Халлоран, Тони-Энн Уокер      | Номинация |
| Премия Гильдии визажистов и парикмахеров | Лучший период макияжа                                                      | Пэтти Йорк, Шерил Энн Ник, Мишель Берк, Стив Артмонт,                         | Номинация |
| Премия Гильдии визажистов и парикмахеров | Лучшие спецэффекты макияжа                                                 | Мишель Берк, Кенни Майерс, Уилл Хафф, Кевин Хейни, Стэн Уинстон, Майк Смитсон | Номинация |
| Премия Гильдии визажистов и парикмахеров | Лучшие спецэффекты макияжа                                                 | Мишель Берк, Кенни Майерс, Уилл Хафф, Кевин Хейни, Стэн Уинстон, Майк Смитсон | Номинация |
| Kids' Choice Awards                      | Любимый фильм                                                              | Сюзанн Тодд, Дженнифер Тодд, Деми Мур, Эрик МакЛеод, Джон Лайонс, Майк Майерс | Номинация |
| Kids' Choice Awards                      | Любимый киноактёр                                                          | Майк Майерс                                                                   | Номинация |
| Kids' Choice Awards                      | Любимая кино пара                                                          | Хизер Грэм и Майк Майерс                                                      | Номинация |
| Kids' Choice Awards                      | Любимая песня из фильма                                                    | Мадонна (за «Beautiful Stranger»)                                             | Номинация |
| Общество кинокритиков Лас-Вегаса         | Лучшая упаковка домашнего видео                                            | Сюзанн Тодд, Дженнифер Тодд, Деми Мур, Эрик МакЛеод, Джон Лайонс, Майк Майерс | Победа    |
| Общество кинокритиков Лас-Вегаса         | Лучшая песня                                                               | Мадонна (за «Beautiful Stranger»)                                             | Победа    |
| MTV Movie Awards                         | Лучший злодей                                                              | Майк Майерс                                                                   | Победа    |
| MTV Movie Awards                         | Лучшее комедийное исполнение                                               | Майк Майерс                                                                   | Номинация |
| MTV Movie Awards                         | Лучший бой                                                                 | Майк Майерс и Верн Тройер                                                     | Номинация |
| MTV Movie Awards                         | Лучший фильм                                                               | Сюзанн Тодд, Дженнифер Тодд, Деми Мур, Эрик МакЛеод, Джон Лайонс, Майк Майерс | Номинация |
| MTV Movie Awards                         | Лучшая музыкальная сцена                                                   | Майк Майерс и Верн Тройер (за «Just the Two of Us»)                           | Номинация |
| Сатурн                                   | Лучшая киноактриса                                                         | Хизер Грэм                                                                    | Номинация |
| Сатурн                                   | Лучший фильм-фэнтези                                                       | Сюзанн Тодд, Дженнифер Тодд, Деми Мур, Эрик МакЛеод, Джон Лайонс, Майк Майерс | Номинация |
| Teen Choice Awards                       | Выбор фильма: Комедия                                                      | Сюзанн Тодд, Дженнифер Тодд, Деми Мур, Эрик МакЛеод, Джон Лайонс, Майк Майерс | Победа    |
| Teen Choice Awards                       | Выбор фильма: Злодей за «Жирного Ублюдока»                                 | Майк Майерс                                                                   | Победа    |